# Kantonnale Bank van Zug
De Kantonnale Bank van Zug (Duits: Zuger Kantonalbank) is een Zwitserse kantonnale bank en heeft zijn hoofdzetel in Zug in het gelijknamige kanton.

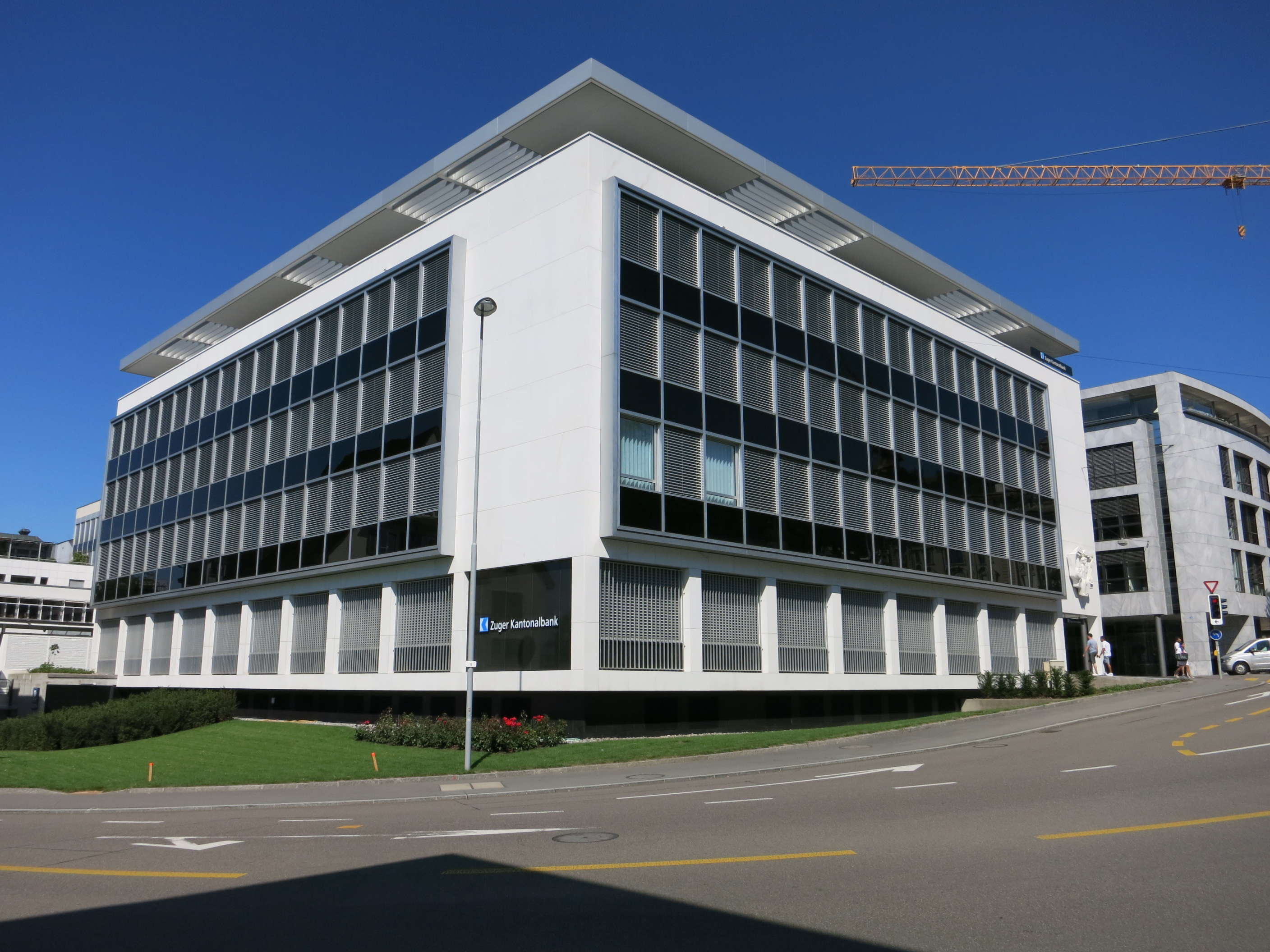
Bankkantoor van de Kantonnale Bank van Zug.

De bank werd opgericht bij wet van 28 oktober 1891. Per 31 december 2019 had de bank een balanstotaal van 15,7 miljard Zwitserse frank en telde de bank 450 personeelsleden. De deposito's bij de Kantonnale Bank van Zug vallen volledig onder een staatswaarborg die wordt gewaarborgd door het kanton Zug.
Het kanton heeft een meerderheid van 50,1% van de aandelen in handen. De overige 49,9% zijn in handen van ongeveer 10.000 aandeelhouders, voornamelijk uit het kanton. De raad van bestuur van de bank telt zeven leden, waarvan er vier door het kanton Zug worden aangeduid en drie door de overige aandeelhouders.
Aargau · Appenzell Innerrhoden · Basel-Landschaft · Basel-Stadt · Bern · Fribourg · Genève · Glarus · Graubünden · Jura · Luzern · Neuchâtel · Nidwalden · Obwalden · Sankt Gallen · Schaffhausen · Schwyz · Thurgau · Ticino · Uri · Vaud · Wallis · Zug · Zürich